# Ізотова Любов Андріївна
Любо́в Андріївна Ізо́това (нар. 25 січня 1946, м. Чарджоу, Туркменістан) — українська співачка (колоратурне сопрано), педагогиня, народна артистка України (2006).

## Життєпис
Народилася 25 січня 1946 року в місті Чарджоу (Туркменабад) у Туркменістані, де минули її дитинство і юність. Її мати Євдокія була кубанською козачкою, переселенкою з України. Після закінчення неповної середньої школи Любов Ізотова вступила до Чарджевського текстильного технікуму, який успішно закінчила в 1966 році. Маючи від природи красивий співочий голос, часто співала в самодіяльних концертах серед студентської молоді. Палке бажання співати і робити це професійно наштовхнуло на рішучий крок — поїхати в Україну. Тут закінчила Харківське музичне училище (1970, клас викладача З. Г. Глущенко) та Харківський інститут мистецтв імені І. Котляревського за спеціальністю «Сольний спів» (1975, клас доцента М. М. Долідзе).
Після п'яти років праці солісткою Луганської обласної філармонії в 1980 р. запрошена разом із сім'єю на роботу до Тернопільської обласної філармонії.
Чоловік — Юрій Тимофійович Ізотов — художник. Дочка — Наталя Юріївна Ізотова — диригентка, композиторка, докторка теології (2008).

## Творчість
Любов Ізотова — виконавиця музичних програм за творами Миколи Лисенка, Джузеппе Верді, Вольфганга Амадея Моцарта, Фредеріка Шопена, Йоганна Штрауса та інших, а також авторка та виконавиця літературно-музичних композицій за творами Тараса Шевченка, Лесі Українки, Олександра Олеся, Миколи Гоголя, Івана Франка, Максима Рильського, Ліни Костенко.
Три концертні програми співачка присвятила Соломії Крушельницькій (до 120-річчя — 1992 р., 125-річчя — 1997 р., 140-річчя — 2012).
Співпрацювала з творчими колективами міста, зокрема із симфонічним оркестром Тернопільського музичного училища імені С. Крушельницької (від 1981), була першою солісткою духового оркестру «Оркестра Волі» (1988), також першою солісткою Галицького камерного оркестру (1992), від 1985 — співпрацювала з оркестром народних інструментів Тернопільського музичного училища, оркестром Симфо-джаз, народним ансамблем «Народні музики», камерним та симфонічним оркестрами Тернопільської обласної Філармонії.
Репертуар співачки складають арії з опер: Й-С. Баха, Г.-Ф. Генделя, Ж. Б. Люллі, Д. Скарлатті, Г. Перселла, В.-К. Глюка, В.-А. Моцарта, Л-В. Бетховена, Р. Вагнер, Ш. Гуно, Дж. Россіні, В. Беліні, Г. Доніцетті, П. Чайковського, М. Римського-Корсакова, М. Мусоргського і та інших; також романси зарубіжних композиторів, українські народні пісні.
У 1987 р. виконала партію Фанні в опері «Шлюбний вексель» Дж. Россіні (постановка Тернопільської обласної філармонії). У творчому доробку понад 30 авторських тематичних сольних  програм, серед яких: «Зоре моя вечірняя» (за творами Т. Шевченка), «Твої листи пахнуть зів'ялими трояндами» (за творами Лесі Українки), «Любов, життя, мистецтво» (за творами М. Рильського), «Пісню світу віддала, серце вам лишила» (присвячена С. Крушельницькій), «3 народної криниці» (народні пісні в обробці українських композиторів), «Від льоду до льоду» на музику Б. Фільц (музика та поезія для дітей), «Я помню вальса звук прелестньй» (вальси I. Дунаєвського, М. Лисенка, I. Шамо, Ф. Шопена, Й. Штрауса й ін.), «Композитори дітям та юнацтву» (твори В.-А. Моцарта, М. Мусоргського, П. Чайковського, Л. Деліба), «Богородице Діво, радуйся» (духовна музика М. Лисенка та інші), «Вінок Шопену» (до днів культури Польщі в Україні, 2004), «Славетні жінки україни» (присвячена княгині Ользі, Роксолані, Марусі Чурай, Ользі Кобилянській, Лесі Українці, Марії Заньковецькій, Ліні Костенко, Лесі Дичко, Євгенії Мірошниченко та інших, 2005), «Два кольори мої» (до ювілею композитора Олександра Білаша, 2006), «Когда цвели сады» (пам'яті співачки Анни Герман, 2007), «Сніг у Форенції» (літературно-музична композиція за твором Ліни Костенко), соло сопрано в «Реквіємі» В.-А. Моцарта (2009), «Фантасмагорії Гоголя» (за творами М. Гоголя, 2009), «Вчителько, моя» (музичні твори українських композиторів та поезія, присвячені вчителям, 2013), «Колискова для мами» (колискові різними мовами українських та зарубіжних композиторів, 2014), «Земле, моя всеплодющая мати» (за творами І. Франка, 2015).
У 1990—2011 — викладачка постави голосу в Тернопільському музичному училищі імені Соломії Крушельницької. Виховала цілу плеяду талановитих студенток, серед яких Любов Непийвода, Галина Слив'юк, учасники тріо «Оріана» — Неоніла Іваноньків, Юлія Рудницька, Наталя Гоцик (лауреатки «Республіканського конкурсу кобзарів», І премія) та інші студентки.
За роки творчої праці Любов Ізотова об'їздила всю Україну, співала в країнах колишнього СРСР: Білорусі, РФ, Туркменістані, Литві, Латвії, Естонії, а також у Європі: Німеччині, Франції, Бельгії, Польщі, Люксембурзі.

## Відзнаки і нагороди
- 1985 — заслужена артистка України.

2000 — Медаль від міністра культури Б. Ступки «За досягнення в розвитку культури і мистецтв».
- 2001 — почесна відзнака «Людина року» від Тернопільської облдержадміністрації.
- 2006 — народна артистка України.
- 2009 — відзнака «Золота фортуна».
- 2011 — лауреатка обласної премії ім. Леся Курбаса «За вагомий особистий внесок у розвиток театрального мистецтва».